# チャド・マーキン
チャド・アレクサンダー・マーキン（Chad Alexander Mirkin, 1963年11月23日 - ）はアメリカ合衆国の化学者。ノースウェスタン大学教授。専門はナノ化学。

## 来歴
アリゾナ州フェニックス出身。1986年ディッキンソン大学を卒業後、1989年ペンシルベニア州立大学から化学のPh.D.取得。アメリカ国立科学財団の博士研究員を務めた後、1991年から現職。

## 受賞歴
- 1999年 - ACS純粋化学賞
- 2002年 - ファインマン賞実験部門
- 2013年 - ライナス・ポーリング賞、トムソン・ロイター引用栄誉賞
- 2015年 - センテナリー賞
- 2016年 - ダン・デイヴィッド賞、ディクソン賞科学部門、アメリカ化学者協会ゴールドメダル
- 2017年 - ヴィルヘルム・エクスナー・メダル、ウィリアム・H・ニコルズ賞
- 2018年 - レムセン賞
- 2019年 - パーキンメダル
- 2020年 - フィリップ・アベルソン賞
- 2022年 - ファラデー・メダル
- 2023年 - キング・ファイサル国際賞科学部門
- 2024年 - カヴリ賞ナノサイエンス部門
- 2025年 - ウィラード・ギブズ賞

## 参照
- Northwestern University Chemistry Department
- The Mirkin Research Group